# Gran Vía (metropolitana di Madrid)
Gran Vía è una stazione delle linee 1 e 5 della metropolitana di Madrid.
Si trova sotto alla Gran Vía, nella zona conosciuta come Red de San Luis, una piccola piazza dove confluiscono la Gran Vía, e le vie Fuencarral, Hortaleza e Montera, nel distretto Centro.

## Storia
È una delle stazioni più antiche della rete dato che fu inaugurata nel 1919 con il nome di "Red de San Luis". L'anno successivo assume il nome di Gran Vía che fu, però, cambiato in "José Antonio" durante la dittatura di Franco.
Nel 1970 vengono aperte le banchine della linea 5 con il nome di "José Antonio". Solamente nel 1984 la stazione tornò ad assumere il nome di Gran Vía.
Per molti anni l'immagine della stazione corrispondeva a quella della maestosa entrata che ospitava gli ascensori. Opera dell'architetto Antonio Palacios era costruita con granito e aveva una pensilina di ferro e vetro. Per utilizzare l'ascensore era necessario pagare alcuni centesimi. Il vestibolo originale, opera sempre di Palacios, era decorato con azulejos. Nel 1972 l'entrata venne smantellata e trasferita a Porriño (Pontevedra), paese natale dell'architetto. Attualmente esiste un progetto per installare una replica.
Esiste un progetto ci connessione tra questa stazione e la stazione della rete di Cercanías di Madrid di Sol, poiché le banchine della stazione, situate sotto alla calle Montera, si trovano tra queste due stazioni.

## Accessi
Vestibolo Gran Vía
- Tres Cruces - Montera Gran Vía 25
- Hortaleza Gran Vía 21 (angolo con Calle Montera 48)
- Fuencarral Gran Vía 28  (semiangolo con Calle Fuencarral)
- Montera Calle Montera, 44 (semiangolo con Calle Caballero de Gracia)